# Marcus Pode
Marcus Pode (sinh ngày 27 tháng 3 năm 1986) là một cầu thủ bóng đá người Thụy Điển thi đấu cho Trelleborgs FF ở vị trí tiền đạo. Anh bắt đầu chơi bóng ở Malmö FF and cũng từng thi đấu cho FC Nordsjælland và Örebro SK. Anh từng khoác áo đội tuyển U-21 Thụy Điển.